# Carretera Federal 115
La Carretera federal 115 (Carretera Federal 115) es una Carretera Federal de México. La carretera empieza desde Ixtapaluca, Estado de México y termina en el municipio de Cuautla, Morelos. La Carretera Federal 115 es conectada con la Carretera Federal 160 que transcurre desde Izúcar de Matamoros a Jiutepec, en un punto ubicado al norte de Cuautla en Cuautlixco, Morelos.